# سیارک ۲۳۲۸۳
سیارک ۲۳۲۸۳ (به انگلیسی: 23283 Jinjuyi، نامگذاری:2000YP117) بیست و سه هزار و دویست و هشتاد و سومین سیارک کشف شده‌است که در ۳۰ دسامبر ۲۰۰۰ کشف شد.
قدر مطلق سیارک برابر ۱۰.۲ است.